# Ugarana (Dima)
Ugarana es una entidad de población española del municipio de Dima, perteneciente a la provincia de Vizcaya, en la comunidad autónoma del País Vasco. En 2022, la entidad singular de población tenía empadronados 535 habitantes y el núcleo de población, 463.